# Episodi di ABC Afterschool Specials (seconda stagione)
La seconda stagione della serie televisiva ABC Afterschool Specials è stata trasmessa in anteprima negli Stati Uniti d'America dalla ABC dal 3 ottobre 1973 al 5 giugno 1974.
In Italia la serie è inedita.
| nº | Titolo originale                                   | Titolo italiano | Prima TV USA     | Prima TV Italia |
| -- | -------------------------------------------------- | --------------- | ---------------- | --------------- |
| 1  | Rookie of the Year                                 |                 | 3 ottobre 1973   |                 |
| 2  | My Dad Lives in a Downtown Hotel                   |                 | 28 novembre 1973 |                 |
| 3  | Psst! Hammerman's After You!                       |                 | 16 gennaio 1974  |                 |
| 4  | Cyrano                                             |                 | 6 marzo 1974     |                 |
| 5  | The Runaways                                       |                 | 27 marzo 1974    |                 |
| 6  | The Magical Mystery Trip Through Little Red's Head |                 | 15 maggio 1974   |                 |
| 7  | The Crazy Comedy Concert                           |                 | 5 giugno 1974    |                 |